# NGC 6885
NGC 6885 (NGC 6882) je otvoreni skup u zviježđu Lisici. 

## Vanjske poveznice
- (engl.) SEDS: NGC 6885
- (engl.) Hartmut Frommert: Revidirani Novi opći katalog
- (engl.) Izvangalaktička baza podataka NASA-e i IPAC-a
- (engl.) Astronomska baza podataka SIMBAD
- (engl.) VizieR
- (engl.) Auke Slotegraaf: NGC 6885 Deep Sky Observer's Companion
- (engl.) NGC 6885  Arhivirana inačica izvorne stranice od 25. travnja 2015. (Wayback Machine) DSO-tražilica
- (engl.) Courtney Seligman: Objekti Novog općeg kataloga: NGC 6850 - 6899